# Silaš
Silaš – wieś w Chorwacji, w żupanii osijecko-barańskiej, w gminie Šodolovci. W 2011 roku liczyła 476 mieszkańców.